# Паневежиська дієцезія

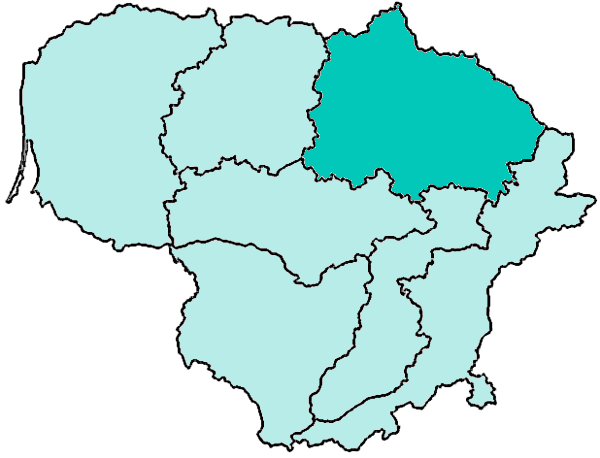
Паневежиська дієцезія

Паневежиська дієцезія (лат. Dioecesis Panevezensis, лит. Panevėžio vyskupija) — одна з семи католицьких дієцезій латинського обряду в Литві з кафедрою в місті Паневежис (Паневежиський повіт). Входить до складу церковної провінції Вільнюса. Є суфраганною дієцезією Вільнюської архідієцезії. Кафедральним собором Паневежиської дієцезії є церква Христа Царя.
Дієцезія заснована в 1926 році.

## Ординарії дієцезії
- єпископ Казімерас Палтарокас (5.04.1926 — 1.01.1958)
  - Sede vacante (1958—1991)
- єпископ Юозас Прейкшас (24.12.1991 — 5.01.2002)
- єпископ Йонас Каунецкас (5.01.2002  — 6.06.2013)
- єпископ Льонґінас Вірбалас, S.J. (6.06.2013[2] — 11.06.2015)
- єпископ Лінас Водоп'яновас, O.F.M. (20.05.2016 — дотепер).